# وولتون
وولتون (به انگلیسی: Woolton) یک حومه شهر در بریتانیا است که در لیورپول واقع شده‌است. وولتون ۱۲٬۹۲۱ نفر جمعیت دارد.